# Alexa Mansour
Alexa Hanem Mansour (* 20. Mai 1996 in Los Angeles, Kalifornien) ist eine US-amerikanische Schauspielerin und Model. Sie wurde vor allem durch ihre Rolle in der Fernsehserie The Walking Dead: World Beyond – in der sie Hope Bennett verkörpert – bekannt.

## Leben und Karriere
Alexa Mansour wurde im Mai 1996 geboren. Ihr Vater Zaki Mansour ist ein Finanzmanager ägyptischer Abstammung, ihre aus Mexiko stammende Mutter Luzelba Mansour ist Rechtsanwältin sowie ebenso Schauspielerin und spielte in mehreren Filmen mit. Sie hat eine Hauptrolle in der Reality-Show Rica Famosa Latina, in der auch ihre Tochter einige Male auftrat.
Bereits als Kind hatte Mansour Auftritte als Model und wurde Cheerleader. 2014 nahm sie an dem Video Undress Me teil, das von Tatia Pilieva als Promotionfilm der Showtime-Serie Masters of Sex gedreht wurde und als „virales“ Video mehr als 40 Millionen Aufrufe bekam. Später spielte sie Nebenrollen in Serien wie Law & Order: New York, How to Get Away with Murder und Bull mit. 2018 hatte sie eine Rolle in dem Thriller Unknown User: Dark Web. Von 2020 bis 2021 spielte sie in der Serie The Walking Dead: World Beyond eine Hauptrolle als Hope Bennett, die gemeinsam mit ihrer Schwester – dargestellt von Aliyah Royale – und zwei Freunden aus einer vermeintlich sicheren Zuflucht aufbricht, um ihren Vater zu suchen.

## Filmografie (Auswahl)
- 2014: Law & Order: Special Victims Unit (Fernsehserie, eine Folge)
- 2016: How to Get Away with Murder (Fernsehserie, eine Folge)
- 2016: Earthtastrophe (Fernsehfilm)
- 2017: Bull (Fernsehserie, eine Folge)
- 2017: Loco Love
- 2017: Stephanie – Das Böse in ihr (Stephanie)
- 2018: #SquadGoals
- 2018: Atlanta Medical (The Resident, Fernsehserie, 2 Folgen)
- 2018: Unknown User: Dark Web (Unfriended: Dark Web)
- 2018: SEAL Team (Fernsehserie, 2 Folgen)
- 2019: Madam Secretary (Fernsehserie, eine Folge)
- 2020: She’s in Portland
- 2020–2021: The Walking Dead: World Beyond (Fernsehserie, 20 Folgen)
- 2021: Home Before Dark (Fernsehserie, 7 Folgen)
- 2022: Players (Fernsehserie, 9 Folgen)
- 2023: Fantasy Island (Fernsehserie, 6 Folgen)
- 2024: Civil War